# Indiana Pacers 1970-1971
La stagione 1970-71 degli Indiana Pacers fu la 4ª nella ABA per la franchigia.
Gli Indiana Pacers vinsero la Western Division con un record di 58-26. Nei play-off vinsero la semifinale di division con i Memphis Pros (4-0), perdendo poi la finale di division con gli Utah Stars (4-3).

## Roster
| N° | Naz.                   | Ruolo | Sportivo      | Anno | Alt. | Peso |
| -- | ---------------------- | ----- | ------------- | ---- | ---- | ---- |
| 10 | Stati Uniti (bandiera) | G     | Rick Mount    | 1947 | 191  | 79   |
| 11 | Stati Uniti (bandiera) | G     | Billy Keller  | 1947 | 178  | 80   |
| 12 | Stati Uniti (bandiera) | G     | John Barnhill | 1938 | 185  | 82   |
| 14 | Stati Uniti (bandiera) | G     | Freddie Lewis | 1943 | 183  | 79   |
| 15 | Stati Uniti (bandiera) | GA    | Warren Jabali | 1946 | 188  | 91   |
| 22 | Stati Uniti (bandiera) | GA    | Wayne Chapman | 1945 | 198  | 86   |
| 23 | Stati Uniti (bandiera) | A     | Earle Higgins | 1946 | 203  | 88   |
| 24 | Stati Uniti (bandiera) | AC    | Bob Netolicky | 1942 | 206  | 100  |
| 32 | Stati Uniti (bandiera) | A     | Jay Miller    | 1943 | 196  | 93   |
| 33 | Stati Uniti (bandiera) | AC    | Don Sidle     | 1946 | 203  | 98   |
| 34 | Stati Uniti (bandiera) | C     | Mel Daniels   | 1944 | 206  | 100  |
| 35 | Stati Uniti (bandiera) | GA    | Roger Brown   | 1942 | 196  | 93   |
| 43 | Stati Uniti (bandiera) | A     | Art Becker    | 1942 | 201  | 93   |
| 44 | Stati Uniti (bandiera) | GA    | Tom Thacker   | 1939 | 188  | 77   |

## Staff tecnico
- Allenatore: Slick Leonard
- Preparatore atletico: David Craig